# 나가미네번
나가미네 번(일본어: 長峰藩)은 일본 에도 시대 전기 에치고국 구비키 군(頸城郡) 나가미네에 있던 번으로, 지금의 니가타현 조에쓰시에 위치했다. 번의 이름은 長嶺藩이라고도 표기한다. 번청은 나가미네성이다.

## 번의 역사
겐나 2년(1616년) 7월, 에치고를 다스리고 있던 마쓰다이라 다다테루가 영지를 몰수당한 뒤, 마키노 다다나리가 5만 석 영주로서 에치고에 들어와 세운 번이 나가미네 번이다. 다다나리는 이전에는 고즈케 오고 번 2만 석 영지를 소유하고 있었는데, 오사카 전투에서 전공을 세워 추가 전봉을 받아 나가미네로 입봉하게 되었다. 일설에는 당시 나가미네에 성과 조카마치가 조성되어 있지 않아서, 다다나리는 어쩔 수 없이 오고에 있으면서 나가미네성의 축조와 조카마치 건설에 힘썼다고 한다.
그러나 겐나 4년(1618년), 다다나리는 에치고 나가오카 번 6만 4천 석 영지로 추가 전봉되었고, 다다나리와 그 가신들은 나가미네 성을 미완성인 채로 놔두고, 오고에서 바로 나가오카로 이동하였다고 한다. 단, 다다나리의 둘째 아들 다케나리(武成, 훗날 요이타번의 시조가 되는 마키노 야스나리)가 겐나 3년(1617년) 나가미네에서 태어났다는 사실이 나가오카에 전하는 이사 명부에 적혀 있어, 오고에서 바로 나가오카로 옮겨갔다는 전승에는 검토가 필요하다.
그 후 나가미네 번은 다카다번 영지에 편입되어 2년 만에 폐지되었다.

## 번주
- 마키노 다다나리(牧野忠成) 재위 1616년 ~ 1618년